# Cmentarz rodziny Gramsch
Cmentarz rodziny Gramsch – zabytkowy cmentarz rodu Gramschów położony pomiędzy Braniewem i Rudłowem, znajdujący się w granicach administracyjnych Braniewa.

## Opis

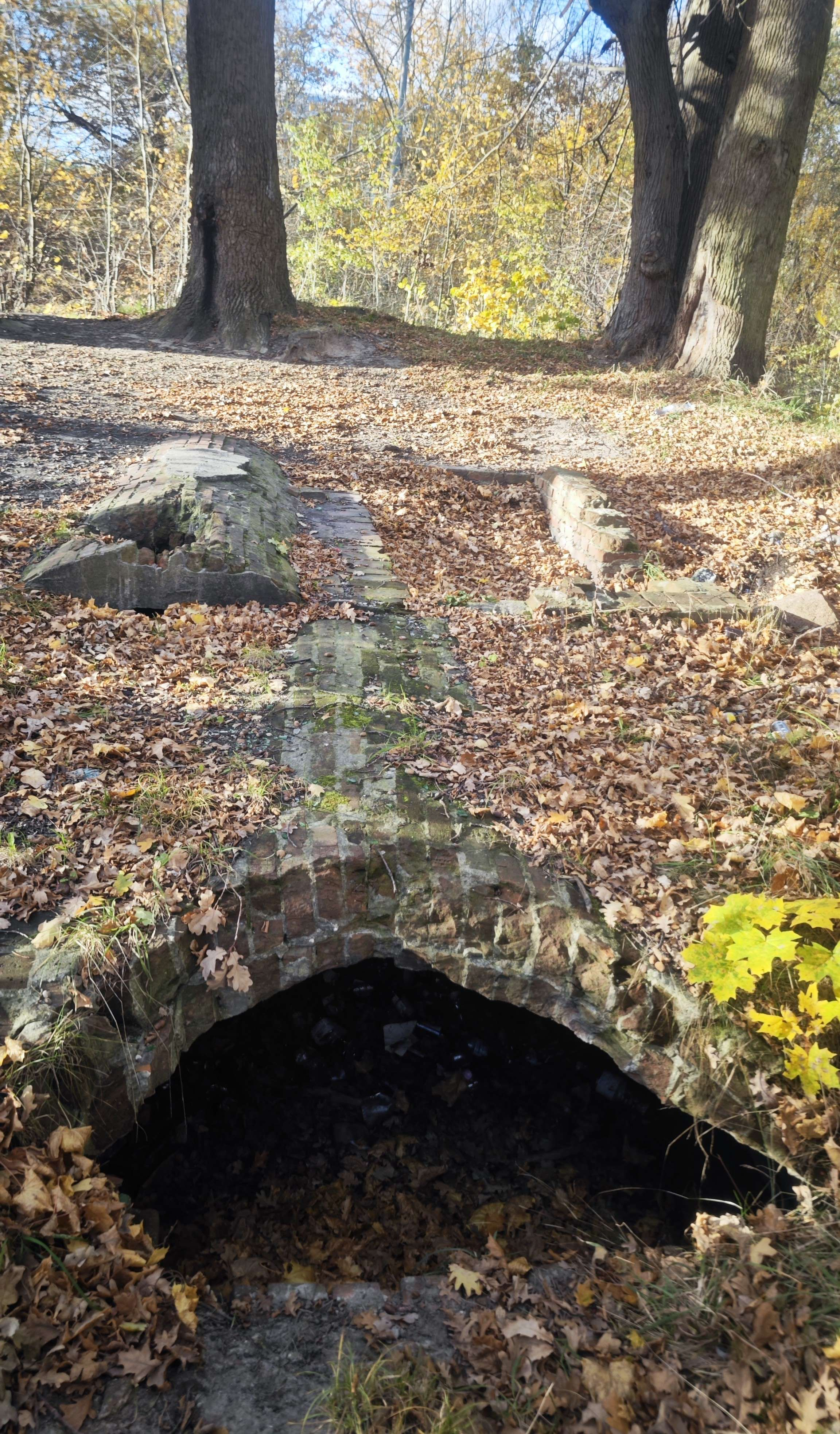
Ruiny grobowca

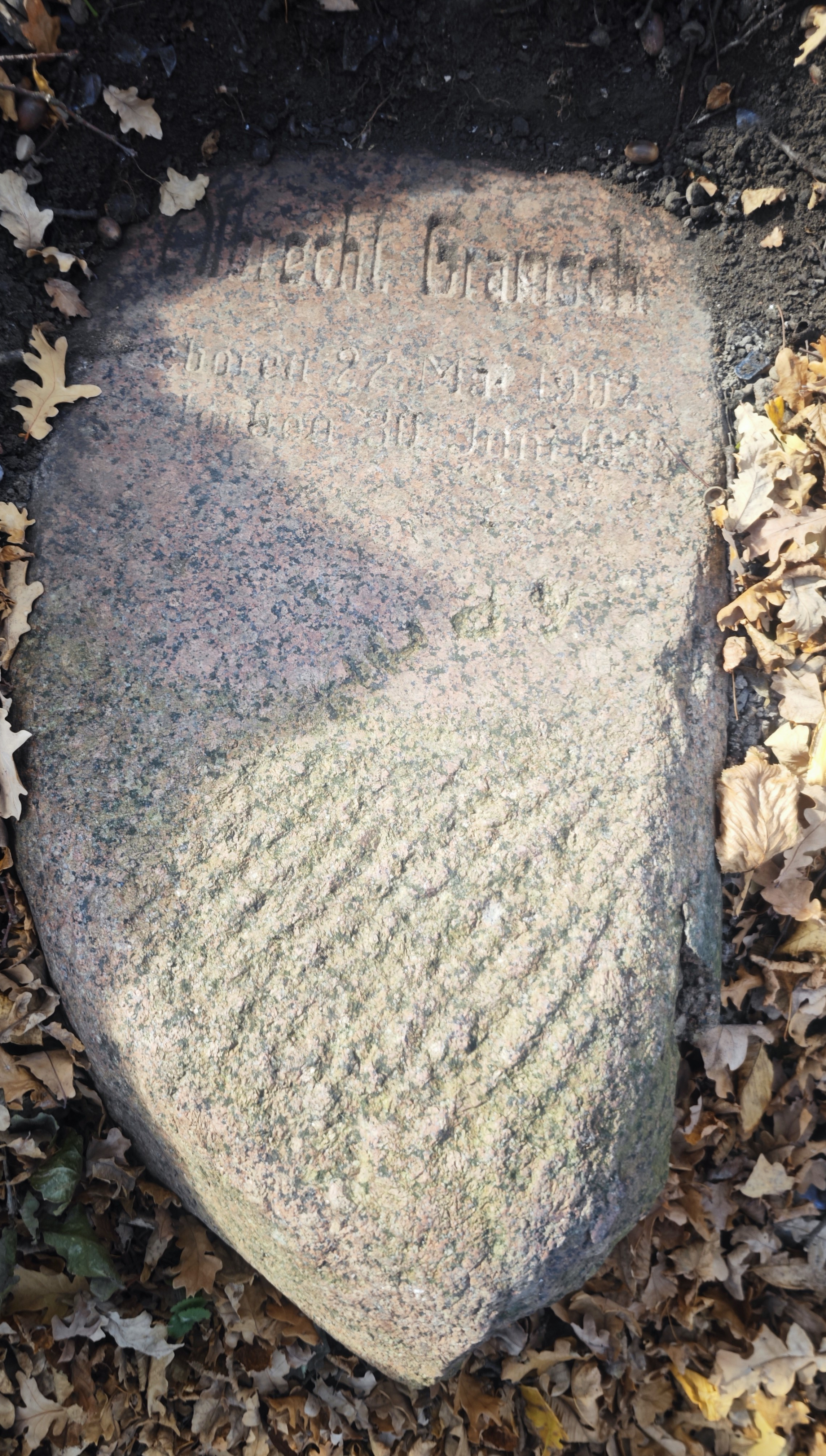
Czytelna inskrypcja na kamieniu

Cmentarz położony jest na niewielkim wzniesieniu w lasku pomiędzy Braniewem i Rudłowem, miejscowością, w której znajdowała się siedziba rodu. Ostatnimi przedwojennymi właścicielami posiadłości w Rudłowie zostali pod koniec 1918 roku Friedrich Karl Gramsch (1860–1923) i Charlotte z domu Stoch (1872–1958).
10 lutego 1923 pochowany na cmentarzu został zmarły były starosta braniewski, Friedrich Karl Gramsch, który na emeryturze od 1919 mieszkał tu w majątku Rudłowo.
Współcześnie (rok 2024) cmentarz znajduje się w stanie ruiny. Na jedynym zachowanym w mauzoleum rodu Gramschów czytelnym jeszcze kamieniu nagrobnym czytelna jest inskrypcja: Albrecht Gramsch /geboren 27 Mai 1902 / gestorben 30 Juni 1925 (Albrecht był trzecim z czwórki dzieci Friedricha i Charlotty).
Cmentarz rodziny Gramsch jest ujęty w Wojewódzkiej Ewidencji Zabytków.